# Liz Weir
Liz Weir ist eine nordirische Kinderbuchautorin und Erzählerin.

## Leben
Nach ihrer Tätigkeit als Bibliothekarin in Belfast arbeitet sie seit den 80er Jahren als Kinderbuchautorin und Erzählerin. Ihre Erzählreisen führten sie vorwiegend nach Israel, Australien, Kanada und in die USA. Neben Sammlungen von Geschichten brachte sie auch Hörbücher heraus und arbeitete als Storytellerin unter anderem für das Fernsehen und den Radiosender BBC.
Liz Weir ist Preisträgerin des Internationalen Storybridge Award der National Storytelling Network.
Die Autorin lebt und arbeitet in Cushendall in Nordirland.

## Werke
- Boom-chicka-Boom. illustrierte Ausgabe Auflage. Gill & Macmillan, Dublin 1995, ISBN 0-86278-417-4.
- Here, There and Everywhere: Stories from Many Lands. O’Brien Press Ltd, Dublin 2005, ISBN 0-86278-869-2.
- Boom-chicka-Boom 2. O’Brien Press Ltd, Dublin 1998, ISBN 0-86278-469-7.
- Telling the Tale: Storytelling Guide. Library Assn.(Youth Lib.Gp.), 1989, ISBN 0-946581-08-8.
- Stand Up and Tell Them. Adare P, 1991, ISBN 0-9516686-2-5.